# 走茎灯心草
走茎灯心草（学名：Juncus amplifolius）是灯心草科灯心草属的植物，是中国的特有植物。分布在中国大陆的云南、青海、西藏、甘肃、陕西、四川等地，生长于海拔1,700米至4,889米的地区，见于高山湿草地、林下石缝及河边，目前尚未由人工引种栽培。

## 异名
- Juncus amplifolius A. Camus var. pumilus A. Camus